# استودان‌های شماره ۱و ۲
استودانهای شماره ۱و ۲ مربوط به الیمائی است و در استان خوزستان، شهرستان ایذه، بخش مرکزی، روستای مالویران واقع شده و این اثر در تاریخ ۵ تیر ۱۳۸۴ با شمارهٔ ثبت ۱۱۹۵۸ به‌عنوان یکی از آثار ملی ایران به ثبت رسیده است.